# Gary Cohn
Gary Cohn, född 27 augusti 1960 i Shaker Heights, Ohio, är en amerikansk affärsman och bankman. Från 20 januari 2017 var Cohn USA:s president Donald Trumps ekonomiska rådgivare och chef för National Economic Council i Trumps kabinett.
Den 6 mars 2018, rapporterades det att Cohn planerade att avgå från sin tjänst de närmaste veckorna. Han lämnade vita huset den 2 april 2018, ersatt av Larry Kudlow.

## Karriär
Cohn började arbetade vid Goldman Sachs 1990. I juni 2006 blev han operativ chef (COO) för Goldman Sachs.
Den 9 december 2016 meddelade USA:s då tillträdande president Donald Trump att han valt Cohn som chef för National Economic Council i sitt kabinett. Cohn kallade nomineringen "en stor ära". Ämbetet innebär att man är den högste ekonomiska rådgivaren till presidenten samt har ansvar för att samordna ekonomiska frågor i alla myndigheter. Cohn och Trumps kabinett tillträdde den 20 januari 2017.